# George Grote

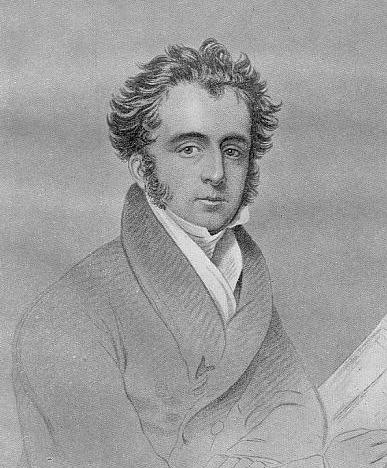
George Grote

George Grote (* 17. November 1794 in Clay Hill bei Beckenham, heute London; † 18. Juni 1871 in London) war ein englischer Althistoriker.
George Grote (spr. groht), aus einer ursprünglich deutschen Familie stammend, wurde in der Charterhouse School erzogen und trat, 16 Jahre alt, in das Bankiergeschäft seines Vaters ein, widmete sich aber daneben dem Studium der alten Klassiker und nahm regen Anteil an den politischen Bewegungen seiner Zeit. Von 1817 an wurde Grote durch den britischen Ökonomen David Ricardo beeinflusst und durch ihn auch von den beiden utilitaristischen Sozialreformern Jeremy Bentham und James Mill.
Im Jahr 1821 veröffentlichte er eine anonyme Flugschrift gegen Sir James Mackintosh Essay on parliamentary reform und schrieb später ein kleines Werk: On the essentials of parliamentary reform.
Im Dezember 1832 für London ins Parlament gewählt, schloss er sich der radikalen Partei an und stellte sich besonders die Einführung der geheimen Abstimmung (Ballot) zur Aufgabe, die er alljährlich beantragte.
Da es ihm indes nicht gelang, den Widerstand der Konservativen und eines großen Teils der Whigs zu besiegen, so legte er 1841 sein Mandat nieder und trat anderthalb Jahre später auch vom Bankgeschäft zurück, um sich lediglich mit der Ausarbeitung seiner History of Greece (London 1846–56, 12 Bände nebst 2. Bdn. Exkurse; 5. Aufl. 1883, 12 Bde.; deutsch, 2. Aufl., Berlin 1880, 4 Bde.; die Abschnitte Mythologie und Antiquitäten daraus besonders übersetzt von T. Fischer, Leipzig 1856–60, 4 Bde.) zu beschäftigen, die er schon 1823 begonnen, und die sich ebenso durch Gründlichkeit der Forschung wie durch Popularität und Schönheit der Darstellung auszeichnet. Sie umfasst die ganze Zeit von den ersten Anfängen des Griechenvolkes bis zum Tod Alexanders des Großen.
Grotes republikanische Gesinnung macht sich in der günstigen Beurteilung der athenischen Demokratie bemerkbar. Daran schloss sich Plato, and the other companions of Sokrates (1864, 3 Bde.; 4. Aufl. 1885) an; ein ähnliches Werk über Aristoteles (hrsg. von Bain und Robertson, 1872, 2 Bde.; 2. Aufl. 1879) blieb unvollendet. In diesem Zusammenhang (Demokratie und Republikanismus) befasste er sich auch intensiv mit dem Sonderbundskrieg in der Schweiz.
1853 wurde Grote in die American Academy of Arts and Sciences und zum auswärtigen Mitglied der Bayerischen Akademie der Wissenschaften gewählt. Die Königlich Niederländische Akademie der Wissenschaften nahm ihn 1857 als auswärtiges Mitglied auf. 1860 wurde er assoziiertes Mitglied der Académie royale des Sciences, des Lettres et des Beaux-Arts de Belgique und 1861 korrespondierendes Mitglied der Akademie der Wissenschaften in Sankt Petersburg. Von 1872 bis 1873 war er Präsident der Royal Historical Society. Die Universität Oxford ernannte ihn 1853 zum Ehrendoktor; 1868 wurde er Vizekanzler der Universität London, deren Mitbegründer er auch war. Er starb am 18. Juni 1871 und wurde neben Edward Gibbon in der Westminsterabtei beigesetzt.
George Grote war über den gemeinsamen Stammvater Helmcke Grote, Kaufmann in Bremen, mit dem deutsch-baltischen Adelsgeschlechts „von Grote“ verwandt.
Aus seinem Nachlass erschienen:
- Minor works, with critical remarks  (1873);
- Fragments on ethical subjects (1876) und
- Seven letters concerning the poliltics of Switzerland pending the outbreak of the civil war in 1847  (1876); eine Untersuchung über den Sonderbundskrieg.

Seine an Geist und Bildung ihm ebenbürtige Gattin Harriet Grote (gestorben am 29. Dezember 1878) gab nach seinem Tod seine Biographie heraus (deutsch von Leopold Seligmann, Leipzig 1874).